# Veckonummer
Veckonummer är nummer som tilldelas en vecka. Det används i vissa europeiska och asiatiska länder, exempelvis Sverige, men är ovanligt bland annat i USA.
I dag, tisdag 25 mars 2025, är det vecka 13. Visas inte dagens datum? Prova att rensa sidans cacheminne.
Enligt standarden ISO 8601 är veckans första dag måndag. Standarden används i flertalet länder i Europa. 
Standarden beskriver också sättet att numrera veckorna inom ett år. Vecka 1 är den första veckan på året som innehåller minst 4 av årets dagar. Andra sätt att uttrycka samma sak att den vecka som innehåller den första torsdagen på året är vecka 1 eller att vecka 1 är veckan där 4 januari ligger. 
Om vecka 52 slutar före den 28 december tillkommer extraveckan 53 som då vandrar in på det nya året. Tidigare avslutades året med vecka 53 om vecka 52 slutade före 31 december, men detta veckonummer vandrade inte över till nya året, utan vecka 1 tog vid den 1 januari oavsett veckodag. Samma vecka fick då med andra ord 2 veckonummer. Det högsta veckonummer på ett år är antingen 52 eller 53. 
ISO:s veckonummer de första dagarna i januari kan schematiskt presenteras enligt följande:
| Datum i januari | Datum i januari | Datum i januari | Datum i januari | Datum i januari | Datum i januari | Datum i januari | Effekt                     | Effekt               |
| --------------- | --------------- | --------------- | --------------- | --------------- | --------------- | --------------- | -------------------------- | -------------------- |
| Må              | Ti              | On              | To              | Fr              | Lö              | Sö              | Veckonummer                | Veckan knyts till år |
| 1               | 2               | 3               | 4               | 5               | 6               | 7               | 1                          | Nya året             |
|                 | 1               | 2               | 3               | 4               | 5               | 6               | 1                          | Nya året             |
|                 |                 | 1               | 2               | 3               | 4               | 5               | 1                          | Nya året             |
|                 |                 |                 | 1               | 2               | 3               | 4               | 1                          | Nya året             |
|                 |                 |                 |                 | 1               | 2               | 3               | 53                         | Förra året           |
|                 |                 |                 |                 |                 | 1               | 2               | 52 normalår och 53 skottår | Förra året           |
|                 |                 |                 |                 |                 |                 | 1               | 52                         | Förra året           |

I vissa länder används dock en numrering som skiljer sig från ISO-standarden. Minst sex nummersystem är i bruk:
| Första dagen i veckan | Första veckan på året finns | Första veckan på året finns | Första veckan på året finns | Veckor tilldelas två gånger | Används i                                                        |
| --------------------- | --------------------------- | --------------------------- | --------------------------- | --------------------------- | ---------------------------------------------------------------- |
| Måndag                | 4 januari                   | 1 torsdag                   | 4-7 dagar på året           | Nej                         | Större delen av Europa och länder som ansluter sig till ISO 8601 |
| Lördag                | 1 januari                   | 1 fredag                    | 1-7 dagar på året           | Ja                          | En stor del av Mellanöstern                                      |
| Söndag                | 1 januari                   | 1 lördag                    | 1-7 dagar på året           | Ja                          | Kanada, USA, Mexiko                                              |